# Amasis
Amasis II of Ahmose II (Ahmozes II) was farao van Opper- en Neder-Egypte, 26e dynastie van de Egyptische oudheid.

## Biografie
De meeste informatie over Amasis komt van de Historien van Herodotus (boek 2, 161 e.v.) en kan slechts gedeelteijk worden getoetst aan monumenten die zijn gevonden. Volgens de Griekse historicus was Amasis van gewone komaf. Hij was een dienaar van zijn voorganger, de Egyptische koning Apriës, die hem erop uitstuurde om een revolte van Egyptische soldaten te sussen. De troepen keerden terug naar huis van een rampzalige expeditie naar Cyrenaica (Oost-Libië), en dachten dat ze door Apriës verraden waren. Toen Amasis de troepen toesprak om de revolte te voorkomen, werd hij onverwacht door de rebellen tot nieuwe koning uitgeroepen (570 v.Chr.). Apries werd verslagen en gevangengenomen en gewurgd in Memphis. De usurpator liet het lijk van de voormalige koning eervol begraven in zijn voorouderlijke tombe in Sais. Maar volgens een inscriptie heeft Apriës in het derde jaar van Amasis Egypte vergeefs aangevallen met een Babylonisch leger en is hij daarna eervol begraven. Amasis trouwde met Chedebnitjerbone II, een van de dochters van Apriës, om zijn positie te verstevigen.
Amasis had goede banden met de Griekse wereld en bracht Egypte dichter bij Griekenland dan ooit. Herodotus vermeldt dat Amasis Egypte zijn hoogste piek in welvaart bracht. Hij eerde de tempels van beneden-Egypte met schrijnen en andere monumenten. Aan de Grieken wees Amasis grond toe waar Naukratis gebouwd kon worden. Het ging zelfs zover dat toen de tempel van Delphi afgebrand was, Amasis 1000 talenten bijdroeg aan de financiering van de heropbouw. Hij trouwde ook een Griekse prinses, Ladice, dochter van koning Battos III van Cyrene en maakte allianties met Polycrates van Samos en Croesus van Lydië.
Zijn koninkrijk reikte over heel Egypte, tot de eerste katarakt, maar ook over Cyprus en zijn invloed was groot in Cyrene. Bij het begin van zijn lange regering had hij een conflict met Nebukadnezar II dat hij overleefde. Ook Cyrus probeerde zonder succes Egypte aan te vallen. Maar de laatste jaren van Amasis werden verstoord door een invasie van Cambyses II en de opheffing van de alliantie met Polycrates van Samos. Hij werd opgevolgd door zijn zoon Psammetichus III, die de invasie geen halt kon toe roepen. Amasis overleed in 526 v.Chr. Hij werd begraven in de koninklijke necropolis in Sais.

### Renaissance van Egypte
Met Amasis kwam het fenomeen renaissance op gang. Net zoals bij de Europese renaissance greep men terug op de oudere cultuur, ditmaal bij de cultuur van het Oude Rijk en het Nieuwe Rijk. Er werden weer oude documenten verzameld, het reliëf in oude graven werd gekopieerd en de cultus van de vorige koningen vernieuwd. De koninklijke bescherm- en standaardgoden en de religieuze gouwdistricten werden gesystematiseerd. Het demotisch schrift werd het officiële schrift. Hij bouwde belangrijke tempels, waaronder die van Neith, Bahariyya en Siwa en hij was de initiator van de Isistempel te Philae.